# Ramal Antilhue-Valdivia
El ramal Antilhue-Valdivia es una línea de ferrocarril existente en la región de Los Ríos, Chile, que une la línea principal del ferrocarril Longitudinal Sur con la ciudad de Valdivia.

## Historia
Originalmente el ramal fue construida como parte de la vía troncal del ferrocarril que conectaba Valdivia con Osorno, que inició su construcción hacia 1889 y fue inaugurado en su primer tramo el 19 de septiembre de 1894. Con la construcción del tramo Pitrufquén-Antilhue en 1905, el ferrocarril de Valdivia a Osorno quedó conectado a la red troncal de la Empresa de los Ferrocarriles del Estado (EFE).
El ramal sufrió diversos daños para el terremoto de 1960: la estación Valdivia quedó con severos daños y debió ser demolida, a la vez que ocurrieron deslizamientos de tierra en varios tramos de la vía. Debido a ello el servicio en el ramal quedó suspendido hasta el 27 de octubre, cuando las reparaciones concluyeron.
En 1992 fueron eliminados todos los servicios de pasajeros en el ramal. A partir de 1999 comenzó a circular por el ramal el tren turístico denominado «El Valdiviano», principalmente durante la época de verano. En marzo de 2009 once locomotoras y coches utilizados por el ramal y almacenados en la estación Valdivia fueron declarados Monumento Nacional. También han existido iniciativas para declarar en dicha categoría la totalidad del ramal.

## Infraestructura
Según Santiago Marín Vicuña el ramal cuenta con dos puentes de importancia: Cuiculelfu de 21 m, y Huaquilpo de 30 m.

### Estaciones
| Estación   | Km   | Notas |
| ---------- | ---- | ----- |
| Antilhue   | 0    |       |
| Pishuinco  | 9,5  |       |
| Huellelhue | 15,9 |       |
| Valdivia   | 28,3 |       |